# Bram Moolenaar
Bram Moolenaar (n. 1961, Lisse, Olanda de Sud, Țările de Jos – d. 3 august 2023, Santa Cruz de Tenerife, Provincia Santa Cruz de Tenerife, Spania) a fost un inginer de software și activist olandez, creator, dezvoltator și dictator binevoitor pe viață al Vim, un editor de text derivat din Vi⁠(d). El a pledat pentru ICCF Holland, o organizație neguvernamentală care sprijină victimele SIDA din Uganda și a folosit popularitatea Vim pentru a încuraja donațiile.
Din iulie 2006 până în septembrie 2021, Moolenaar a fost angajat de Google, lucrând în biroul din Zürich la Google Calendar. Și-a petrecut o parte din timp întreținând Vim.

## Tinerețe și educație
Moolenaar s-a născut în Lisse, Țările de Jos, în 1961. În 1985, a absolvit Universitatea Tehnică Delft cu o diplomă în electrotehnică.

## Vim

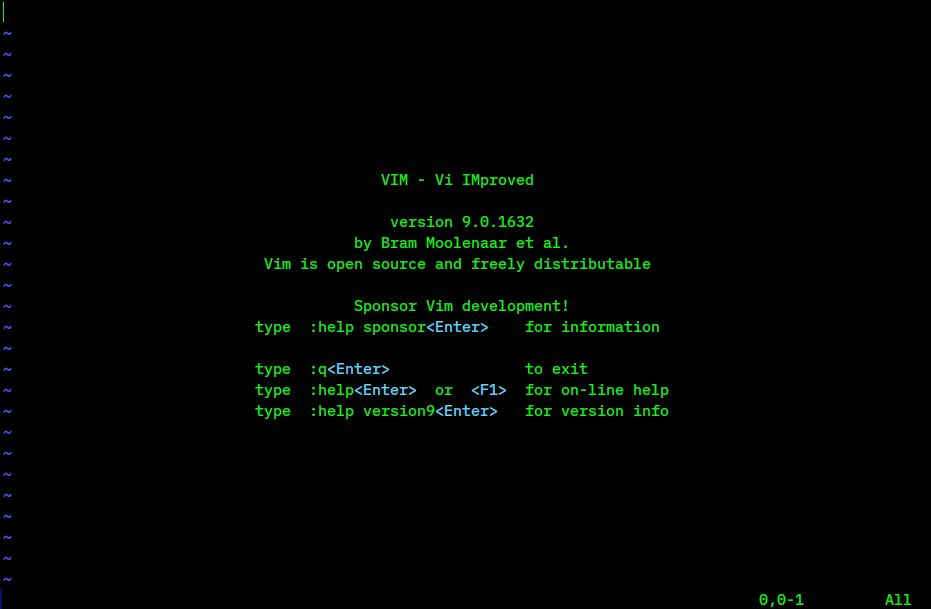
Ecranul de deschidere al Vim

În 1988, Moolenaar a achiziționat un computer Amiga. Familiar cu Vi⁠(d), care nu fusese încă. portat pe Amiga la acea vreme, el a testat mai multe clone de vi, printre care Stevie. Moolenaar a preluat codul sursă al lui Stevie și l-a îmbunătățit. Căutând să se potrivească cu vi, Moolenaar a adăugat funcții suplimentare, precum anularea pe mai multe niveluri. Prima versiune a „Vi IMitation” a fost lansată în 1988 pe un set de discuri din domeniul public realizat de Fred Fish⁠(d). Alți utilizatori au portat Vim pe alte platforme, precum MS-DOS și Unix. În versiunea 1.22 din 1992, Vi IMitation a fost redenumită în „Vi IMproved”.
Vim este software cu sursă deschisă și de caritate. Utilizatorii sunt încurajați să doneze către ICCF Holland. Multe alte aplicații au fost licențiate în acest fel de la înființarea lui Vim. Vim a câștigat mai multe premii și a fost menționat drept unul dintre cele mai populare editoare de text.

## Viață personală și deces
Moolenaar a raportat probleme de sănătate în octombrie 2022.
Pe 5 august 2023, familia lui Moolenaar a anunțat pe Vim Google Group că Moolenaar a decedat cu două zile în urmă din cauza unei scurte afecțiuni medicale. Înmormântarea lui a avut loc în Olanda.  Vim va fi continuat de un co-contribuitor.